# Andrei Miron
George Andrei Miron (n. 28 mai 1994, Galați, România) este un fotbalist român, care joacă pe post de fundaș la Botoșani în SuperLiga României. Pe plan internațional, are prezențe la națională pentru România Sub-21.

## Legături externe
- Andrei Miron pe RomanianSoccer.ro și StatisticsFootball.com
- Profilul lui George Miron pe Soccerway